# Ministère du Commerce extérieur (république démocratique du Congo)
Le Ministère du Commerce extérieur de la République démocratique du Congo est le ministère responsable du commerce extérieur du pays.

## Responsabilités

### Missions
Les responsabilités du Ministère du Commerce extérieur sont :
- Promotion du commerce extérieur et étude des propositions sur les orientations générales et sectorielles de la politique du commerce extérieur ;

- Mesures susceptibles de contribuer à la restauration de la compétitivité extérieure des produits congolais exportables, notamment en identifiant toutes les entraves structurelles, administratives, financières, tarifaires ou humaines ;

- Recherche des voies et moyens susceptibles de  procurer à l’industrie nationale des débouchés nouveaux à travers la rationalisation de la participation du pays à des foires et autres manifestation extérieures, l’exploitation des informations économiques relatives au commerce avec les pays étrangers, aux conventions et usages régissant les relations commerciales internationales ;

- Négociation, contrôle et suivi des Accords commerciaux ;

- Contrôle de la qualité, de la quantité et de conformité aux normes des marchandises produites localement, ainsi que des marchandises à l’import, à l’export et au transit ;

- Politique générale des importations, des exportations et de réexportation, en collaboration avec le ministère ayant l’Economie dans ses attributions.

## Organisation

### Effectifs
Le Ministère du Commerce Extérieur compte un effectif de 2.599 personnes réparties dans les structures ci-dessous:
- Secrétariat Général (2.134 personnes)
  - Directions des Services Généraux
  - Direction des Etudes et Planification
  - Direction de la Promotion Commerciale
  - Direction de la Réglementation et Contentieux
  - Direction des Accords Multilatéraux
  - Direction des Accords Régionaux
  - Direction des Accords Bilatéraux et Frontaliers
  - Direction de l'Import-Export et Transit
  - Direction des Commerces des Services
  - Cellule de Gestion des Projets et Marchés Publics
  - Corps des Inspecteurs
  - Centre de référence de l'OMC et d'Informatique
  - Guichet Unique Intégral
- Comité de Suivi du Projet de Guichet Unique Intégral du Commerce Extérieur (27 personnes)
- Foire Internationale de Kinshasa (438 personnes)

### Dirigeants
Ministre : Julien Paluku , avec le Gouvernement Sumimwa

#### Anciens ministres
- 5 mars 2019 - 6 septembre 2019 : Lambert Matuku (intérim pendant 4 mois en cumul avec son poste de Ministre du Travail)[4]
- 9 mai 2017 - 5 mars 2019 : Jean Lucien Bussa (Ministre d'État)
- 19 décembre 2016 - 9 mai 2017 : Aimé Boji et Nathalie Mbul (vice-ministre)
- 7 décembre 2014 - 14 novembre 2016 : Kudianga Bayokisa (en tant que ministre chargé du Commerce)
- 6 mars 2012 - 7 décembre 2014 : Jean-Paul Nemoyato Begepole (en tant que ministre chargé de Économie et Commerce)
- 11 septembre 2011 - 6 mars 2012 : Justin Kalumba Mwana Ngongo (en tant que ministre chargé de Commerce, Petites et Moyennes Entreprises) ou Xaverine Karomba Mitimituje (en tant que vice-ministre du Commerce)
- 19 février 2010 - 11 septembre 2011 : Bernard Biando Sango (en tant que ministre chargé de Commerce, Petites et Moyennes Entreprises) ou Xaverine Karomba Mitimituje (en tant que vice-ministre du Commerce)
- 26 octobre 2008 - 19 février 2010 : André-Philippe Futa (en tant que ministre de l'Économie et Commerce)
- 28 mai 2007 - 10 octobre 2008 : Denis Mbuyu Manga
- 6 février 2007 - 12 février 2007 : Kasongo Ilunga

## Budget
2020 :  38 364 976 241 FC (0,22% du budget total) 